# Diego Luri
Diego Luri (Rio de Janeiro, 27 de setembro) é um ator, cantor, jornalista e escritor brasileiro, que ganhou destaque ao interpretar o protagonista da versão brasileira do espetáculo "Shrek - O Musical". Por sua atuação, foi indicado ao Prêmio Bibi Ferreira em 2014. Esteve também no elenco de outros espetáculos de teatro musical, como Summer - Donna Summer Musical, A Bela e a Fera, Cinderella, O Fantasma da Ópera, Romeu e Julieta - ao som de Marisa Monte, Rodgers & Hammerstein´s Cinderella, Os Romântickos, My Fair Lady, Mudança de Hábito, Os Saltimbancos Trapalhões - O Musical e Porquinhos - O Musical.

## Vida e carreira
Nascido e criado no bairro carioca de Campo Grande, Diego quis ser artista desde a infância, mas só começou sua vivência na juventude, cantando em corais de igreja. Sua primeira formação foi como jornalista, em 2009, quando foi convidado para apresentar o programa Vida e Missão, exibido pela Band Rio e posteriormente pela CNT. Foi também webreporter para a Rede TV e, ainda trabalhando como repórter, iniciou sua formação artística como ator na Casa das Artes de Laranjeiras (CAL). Integrou o grupo vocal Réus Confessos, juntamente com outros artistas de teatro musical. Em 2011, o ator recebeu o prêmio de Melhor Ator Coadjuvante no Festival de Teatro Cidade do Rio de Janeiro com a montagem infantil de A Bela e a Fera. Seu primeiro grande papel foi no espetáculo da Broadway "Shrek - O Musical", em sua montagem brasileira, que ficou em cartaz nas cidades do Rio de Janeiro e de São Paulo e viajou em turnê ao longo do ano de 2014. Por sua atuação como o protagonista do espetáculo, foi indicado ao Prêmio Bibi Ferreira na categoria Ator Revelação. 

### Shrek - O Musical
Em 2012, Diego foi selecionado entre mais de 2.000 inscritos e desbancou mais de 1.200 atores para interpretar o protagonista do espetáculo Shrek - O Musical no Brasil. Na época, dizia-se que Tiago Abravanel faria o personagem, mas de acordo com a produtora o convite nunca aconteceu. O ator Rodrigo Sant´anna, convidado para interpretar o Burro na peça, foi um dos principais defensores da escalação de Diego Luri para o papel. Na pele do ogro, Diego fez a sua estreia nos grandes musicais e ganhou grande projeção da mídia. Seu figurino pesava mais de 20 kg e a caracterização levava três horas para ficar pronta. Sua atuação teve boas críticas e o levou a ser indicado como revelação artística teatral daquele ano no prêmio Bibi Ferreira.

## Teatro
| Ano       | Título                                   | Papel                          | Nota                                                            |
| --------- | ---------------------------------------- | ------------------------------ | --------------------------------------------------------------- |
| 2021      | Summer - Donna Summer Musical            | Bruce Sudano                   | Teatro Santander (SP)                                           |
| 2020-2021 | A Bela e a Fera                          | Fera                           | Teatro Bradesco (SP) e Teatro Claro (SP)                        |
| 2021      | Cinderella                               | Príncipe Henry                 | Teatro Bradesco (SP)                                            |
| 2018-2019 | O Fantasma da Ópera                      | Monsieur Andre (cover) e swing | Teatro Renault (SP)                                             |
| 2018      | Romeu e Julieta - ao som de Marisa Monte | Conde Páris                    | Teatro Riachuelo (RJ) e Teatro Frei Caneca (SP)                 |
| 2017      | Rodgers & Hamerstein´s Cinderella        | Jean Michel                    | Turnê Nacional                                                  |
| 2017      | Os Romântickos                           | El Gallo                       | Teatro Extra Itaim (SP)                                         |
| 2016      | My Fair Lady                             | Zoltan Karpathy                | Teatro Santander (SP)                                           |
| 2016      | Rodgers & Hamerstein´s Cinderella        | Ensemble                       | Teatro Alfa (SP)                                                |
| 2015      | Mudança de Hábito                        | Joey (cover) e ensemble        | Teatro Renault (SP)                                             |
| 2014      | Os Saltimbancos Trapalhões - O Musical   | Ogro e Pajé                    | Cidade das Artes (RJ)                                           |
| 2012-2014 | Shrek - O Musical                        | Shrek                          | Teatro João Caetano (RJ), Teatro Bradesco (SP) e Turnê Nacional |
| 2011      | Porquinhos - O Musical                   | Narrador                       | Teatro Vannucci (RJ)                                            |

## Obras
- Caos Entre Nós ou A Tragédia do Hábito / Uma Canção Pra Você (2017) [60]
- Contos e Crônicas para Crianças (2011) [61][62]